# Budiwelne
Budiwelne (ukr. Будівельне) – osiedle na Ukrainie, w obwodzie sumskim, w rejonie szostkińskim, w hromadzie Głuchów. W 2001 liczyło 295 mieszkańców.